# Vereinigung der Deutschen Arbeitgeberverbände
Die Vereinigung der Deutschen Arbeitgeberverbände (VggdA) entstand am 5. April 1913 als Zusammenschluss der Hauptstelle der deutschen Arbeitgeberverbände und des Vereins deutscher Arbeitgeberverbände. Die Organisation bestand bis zur Gründung der Deutschen Arbeitsfront und löste sich am 14. Dezember 1933 auf.

## Organisationsentwicklung
Nach dem Zusammenschluss der beiden Ausgangsorganisationen war ein einheitlicher Arbeitgeberverband entstanden. Ihm gehörten bei der Gründung 61 Hauptverbände mit zusammen 1,65 Millionen Arbeitnehmern an. Vor dem Ersten Weltkrieg organisierte der Verband zwar die Arbeitgeber wichtiger Branchen wie die Montanindustrie, die Metall- und die Textilindustrie, aber etwa dreiviertel aller organisierten Unternehmen gehörten nicht dazu. Nach dem Krieg änderte sich dies. Im Jahr 1929 waren es 180 Hauptverbände mit 6,4 Millionen Arbeitnehmern. 
Bis zum Ende des Ersten Weltkrieges stand die Vereinigung dem Centralverband deutscher Industrieller und dem Bund der Industriellen nahe, nach 1919 war sie eng verbunden mit dem nun ebenfalls einheitlichen Reichsverband der Deutschen Industrie. 

## Zentralarbeitsgemeinschaft
Die Organisation hatte eine erhebliche sozialpolitische und allgemeinpolitische Bedeutung. Im Laufe des Ersten Weltkrieges erwies sich die gewerkschaftsfeindliche Politik der Vorkriegszeit als nicht mehr haltbar. Die Vereinigung sah sich im Oktober 1918 gezwungen, die Gewerkschaften als Vertreter der Arbeitnehmer anzuerkennen. Auch die Einrichtung von paritätischen Arbeitsnachweisen, Schlichtungsausschüssen sowie Tarifverträgen musste die Vereinigung vor dem Hintergrund einer drohenden Revolution akzeptieren. Den Abschluss fand diese Entwicklung im November 1918 bei der Gründung der Zentralarbeitsgemeinschaft der industriellen und gewerblichen Arbeitgeber und Arbeitnehmer der Organisationen der Arbeitgeber und der Arbeitnehmer. 

## Weimarer Republik
Mit dem RDI kam es zu einer Arbeitsteilung. Während der Reichsverband für die wirtschaftlichen und wirtschaftspolitischen Fragen zuständig war, konzentrierte sich der VDA auf die sozialen und sozialpolitischen Fragen wie auch auf die Tarifauseinandersetzungen mit den Gewerkschaften. Der VDA war sozialpolitischer Vertreter der Mitgliedsverbände im Arbeitgebersinn, war zuständig für den Abschluss von Tarifverträgen und Arbeitskämpfe. Für Entschädigungszahlungen im Streikfall wurden teilweise schon vor 1914 Nebenorganisationen wie der „Deutsche Industrieschutzverband“ gegründet. 
Relativ bald strebten die Arbeitgeber nach einer Abkehr vom Stinnes-Legien-Abkommen von 1918. Auf Dauer stand sie dem Fabrikkonstitutionalismus der Betriebsräte ablehnend gegenüber. Im Gegensatz zu den Ruhrindustriellen hielt der VDA noch während des Ruhreisenstreits an einer relativ kompromissbereiten Linie fest.
Im Juni 1933 schlossen sich der RDI und der VDA zum Reichsstand der Deutschen Industrie zusammen. Während der RDI in der Folge weiterexistierte, wurde der VDA im Dezember 1933 Teil der Deutschen Arbeitsfront.

## Geschäftsführer
- Fritz Tänzler
- Roland Brauweiler (ab 1926)

## Präsidenten
- Kurt Sorge
- 1924–1931: Ernst von Borsig
- 1932–1933: Carl Köttgen